# کالوم آنگوس
کالوم آنگوس (انگلیسی: Calum Angus؛ زادهٔ ۱۵ آوریل ۱۹۸۶) بازیکن فوتبال اهل بریتانیا است.
از باشگاه‌هایی که در آن بازی کرده‌است می‌توان به باشگاه فوتبال دمپو و باشگاه فوتبال پونه اشاره کرد.